# ديريك هاميلتون
ديريك هاميلتون (بالإنجليزية: Derek Hamilton)‏ (26 أغسطس 1958 في المملكة المتحدة - ) هو لاعب كرة قدم بريطاني في مركزي الدفاع والظهير. لعب مع نادي أبردين ونادي سانت ميرين ونادي سترنرير ‏ ونادي غرينوك مورتون.

## وصلات خارجية
- ديريك هاميلتون على موقع قاعدة بيانات كرة القدم.إي يو (الإنجليزية)